# جيفري ستانلي
جيفري ستانلي (بالإنجليزية: Jeffrey Stanley)‏ هو كاتب مسرحي أمريكي، ولد في 3 سبتمبر 1967 في روانوك في الولايات المتحدة.

## وصلات خارجية
- جيفري ستانلي على موقع IMDb (الإنجليزية)